# Auvillers-les-Forges
Auvillers-les-Forges là một xã ở tỉnh Ardennes, thuộc vùng Grand Est ở phía bắc nước Pháp.